# 美少女戦士セーラームーンCrystal
『美少女戦士セーラームーンCrystal』（びしょうじょせんしセーラームーンクリスタル）は、日本のアニメ作品。
武内直子の漫画『美少女戦士セーラームーン』を原作とし、東映アニメーションによって映像化されたアニメシリーズであり、2014年から2023年にかけてテレビシリーズ3作（通算38話）、映画2作が制作された。同じく東映アニメーション（旧：東映動画）が、1990年代に制作したテレビアニメシリーズ（以下、旧テレビアニメ版）と区別して、「セラクリ」という愛称で呼ばれることもある。

## 概要
前述の通り制作会社を同一とするものの、本シリーズは旧テレビアニメ版とは制作スタッフが異なり、声優陣も主人公の月野うさぎを演じる三石琴乃を除いて一新されている。また、オリジナル要素の強い旧テレビアニメ版に対し、本シリーズは基本的に原作漫画をベースとした内容であるが、一方で本シリーズ独自の設定や話も含まれている（詳細は下記の#原作との主な相違点を参照）。
本シリーズでは、『セーラームーン』の映像作品としては初となる、全編デジタル工程によるアニメとして制作されているが、第2期ではセーラーちびムーンの変身が手描きで書き起こされ、さらに第3期からは変身バンクが旧テレビアニメ版と同様の、手描きでのアニメーションに変更された。
5期にわたって展開された原作漫画のうち、テレビシリーズでは第3期までを映像化。その後を受けて制作された『劇場版 美少女戦士セーラームーンEternal』の前後編では第4期、完結編に当たる『劇場版 美少女戦士セーラームーンCosmos』の前後編では第5期をそれぞれ元にしている。

## テレビシリーズ

### 第1期・第2期
本シリーズの制作は、2012年7月6日にニコファーレで開催されたセーラームーン誕生20周年記念イベントにて初めて発表された。この時点では、2013年夏に公開予定であるとされていたが、翌2013年8月4日に開催された制作発表会において「Webアニメとしてニコニコ動画などで配信され、配信開始は今冬の予定である」と延期が発表され、さらに2014年1月には「配信開始は同年7月になる」と、再度の延期が発表された。
2013年8月にももいろクローバーZが主題歌を担当することが発表され、2014年1月に制作スタッフとして、シリーズディレクターを『スイートプリキュア♪』の境宗久、キャラクターデザインを『コードギアス 反逆のルルーシュ』などの総作画監督で知られる佐光幸恵が担当することを発表。原作者の武内直子の誕生日でもある2014年3月15日に、タイトルが『美少女戦士セーラームーンCrystal』になることとキービジュアルが発表され、オリジナルサントラ盤を日本コロムビアからキングレコードイーブルラインレーベルに変更した。
こうして2度にわたる延期を経て、2014年7月からWebアニメとして第1期「ダーク・キングダム編」と第2期「ブラック・ムーン編」が毎月第1・第3土曜19時からニコニコ動画などで全世界同時配信され、旧テレビアニメ版と同じ時間帯のネット配信となった。そして第1話の先行上映会が、月野うさぎの誕生日にあたる2014年6月30日にZepp DiverCity TOKYOにて開催された。言語は日本語の他に、英語、中国語（繁体字・簡体字）、韓国語、フランス語、イタリア語、スペイン語、ドイツ語、トルコ語、ポルトガル語、インドネシア語、マレーシア語となっている。2015年4月からは、アニメーションを修正したアップグレード版が深夜アニメとして、TVQ九州放送やTOKYO MXなどでテレビ放送された。
6月30日の月野うさぎとちびうさのバースデーを記念し、2015年6月29日から7月4日まで「月野うさぎ&ちびうさバースデー記念WEEK」と称して、ニコニコ生放送で特別配信を実施。初日となる6月29日は19時から『セーラームーン』歴代オープニング＆エンディング映像の一挙放送をループ配信し、20時10分から三石琴乃らメインキャストによる座談会を「誕生日前夜祭ニコ生特番」として配信した。バースデー当日となる2日目の6月30日はミュージカル版の新しいセーラー戦士役の大久保聡美、小山百代、七木奏音、高橋ユウ、坂田しおりによるミニライブとトークショーの生中継を行った後、旧テレビアニメ版『美少女戦士セーラームーンR』第60話 - 第72話の一挙放送が行われた。3日目の7月1日は『R』第73話 - 第88話の一挙放送を、4日目の7月2日は本シリーズのうち第1話 - 第12話の一挙放送を、5日目の7月3日は本シリーズの第13話 - 第24話の一挙放送を行い、最終日となる6日目は第25話を配信した。

### 第3期
第3期「デス・バスターズ編」の制作はまず2015年9月に決定し、さらに2016年1月には続報として、深夜アニメとしてテレビ放送されることも発表、第2期までと同様にTVQ九州放送やTOKYO MXなどで、同年4月から6月にかけて放送された。第3期からは、シリーズディレクターが『のだめカンタービレ』などの今千秋、キャラクターデザイナーは『プリキュアシリーズ』で知られる高橋晃に交代するなど、スタッフも一部変更されている。また、同年5月6日 - 8日にかけて東京ドームで行われた巨人対中日の3連戦で『美少女戦士セーラームーンCrystal×読売ジャイアンツ』のタイトルでコラボレーションイベントが開催された。

## 声の出演

### セーラー戦士とその仲間たち
- 月野うさぎ / セーラームーン / プリンセス・セレニティ / ネオ・クイーン・セレニティ - 三石琴乃
- 水野亜美 / セーラーマーキュリー - 金元寿子
- 火野レイ / セーラーマーズ - 佐藤利奈
- 木野まこと / セーラージュピター - 小清水亜美
- 愛野美奈子 / セーラーヴィーナス / セーラーV - 伊藤静
- 地場衛 / タキシード仮面 / プリンス・エンディミオン / キング・エンディミオン  - 野島健児
- ちびうさ / セーラーちびムーン / プリンセス・レディ・セレニティ - 福圓美里
- 冥王せつな / セーラープルート - 前田愛
- 天王はるか / セーラーウラヌス  - 皆川純子
- 海王みちる / セーラーネプチューン - 大原さやか
- 土萠ほたる / セーラーサターン - 藤井ゆきよ
- ルナ - 広橋涼
- アルテミス - 大林洋平（SeasonIIIまで）、村田太志（Eternal・Cosmos）[10]
- ダイアナ - 中川翔子[11]
- クイーン・セレニティ - 小山茉美
- 祭司エリオス - 松岡禎丞
- 花使いセレセレ / セーラーセレス - 上田麗奈
- 玉乗りのパラパラ / セーラーパラス - 諸星すみれ
- 軽術師のジュンジュン / セーラージュノー - 原優子
- 猛獣使いのベスベス / セーラーベスタ - 高橋李依
- 火球皇女 / セーラー火球 - 水樹奈々[12]
- 星野光 / セーラースターファイター - 井上麻里奈[13]
- 大気光 / セーラースターメイカー - 早見沙織[13]
- 夜天光 / セーラースターヒーラー - 佐倉綾音[13]
- ちびちび / セーラーちびちびムーン - 三石琴乃[12]
- セーラーコスモス - 北川景子[14]
- ガーディアン・コスモス - 北川景子

### 敵キャラクター
- クイン・メタリア - 松岡洋子
- クイン・ベリル - 渡辺美佐
- ジェダイト - 岸尾だいすけ
- ネフライト - 鳥海浩輔
- ゾイサイト - 松風雅也
- クンツァイト - 竹本英史
- ワイズマン / デス・ファントム - 岩崎ひろし
- ブラック・レディ - 福圓美里
- プリンス・デマンド - 宮野真守
- 蒼のサフィール - 代永翼
- 紅のルベウス - 高橋広樹
- 碧のエスメロード - 桑島法子
- 嵐（トルネード）のペッツ - 水田わさび
- 霊媒（ミディアム）のカラベラス - 半場友恵
- 振り子（ペンジュラム）のベルチェ - 笠原留美
- 同感（シンパシア）のコーアン - 雪野五月
- キラル - 羽多野渉
- アキラル - 田中一成
- 師ファラオ90 - 土師孝也
- ミストレス9 - 藤井ゆきよ
- カオリ / カオリナイト - よのひかり
- 土萠創一 / ゲルマトイド - 桐本琢也
- ユージアル - たかはし智秋
- ミメット - 長久友紀
- ビリユイ - 本泉莉奈
- テルル - 大空直美
- シプリン&プチロル - 庄司宇芽香
- ネヘレニア - 菜々緒[10]
- ジルコニア - 渡辺直美
- タイガーズ・アイ - 日野聡
- ホークス・アイ - 豊永利行
- フィッシュ・アイ - 蒼井翔太
- ゼノタイム - 阿座上洋平
- ゼオライト - 新井良平
- セーラーギャラクシア - 林原めぐみ[12]
- セーラーアイアンマウス - 小泉瀬奈
- セーラーアルーミナムセイレーン - 村瀬歩
- セーラーレッドクロウ - 日笠陽子
- セーラーティンにゃんこ - 伊瀬茉莉也
- セーラーヘヴィメタルパピヨン - 工藤晴香
- セーラーレテ - 三上枝織
- セーラームネモシュネ - 伊藤かな恵
- セーラーφ - 水沢史絵
- セーラーχ - 小松由佳
- カオス - 斎賀みつき

## スタッフ
|                                                                           | 第1・2期                                                    | 第3期                                     |
| ------------------------------------------------------------------------- | ----------------------------------------------------------- | ----------------------------------------- |
| 原作                                                                      | 武内直子                                                    | 武内直子                                  |
| エグゼクティブ プロデューサー （第1・2期） チーフプロデューサー （第3期） | 松下卓也                                                    | 松下卓也                                  |
| エグゼクティブ プロデューサー （第1・2期） チーフプロデューサー （第3期） | 梅澤淳稔                                                    | -                                         |
| プロデューサー                                                            | 土屋潤一郎 田中瑠佳（第14 - 39話）                          | 土屋潤一郎 田中瑠佳（第14 - 39話）        |
| プロデューサー                                                            | 神木優                                                      | -                                         |
| シリーズ構成                                                              | 小林雄次                                                    | 小林雄次                                  |
| 音楽                                                                      | 高梨康治                                                    | 高梨康治                                  |
| 製作担当                                                                  | 小林克規（第1 - 3話） 岡田将介（第4 - 26話）                | 太田有紀                                  |
| 美術デザイン                                                              | 倉橋隆                                                      | 倉橋隆                                    |
| 美術デザイン                                                              | 保坂有美                                                    | -                                         |
| 美術設定                                                                  | 佐南友里、青柳ゆづか （第1 - 14話） 谷内優穂（第15 - 26話） | 伊井蔵                                    |
| 色彩設計                                                                  | 小日置知子                                                  | 小日置知子                                |
| 色彩設計                                                                  | 辻田邦夫                                                    | -                                         |
| 撮影監督                                                                  | 荻原猛夫                                                    | 村上展之                                  |
| キャラクターデザイン                                                      | 佐光幸恵                                                    | 高橋晃                                    |
| シリーズディレクター                                                      | 境宗久                                                      | 今千秋                                    |
| CGプロデューサー                                                          | 横尾裕次                                                    | 横尾裕次                                  |
| CGプロデューサー                                                          | 氷見武士                                                    | -                                         |
| CGディレクター                                                            | 加藤康弘                                                    | 千葉高雪                                  |
| 編集                                                                      | 牧信公                                                      | 牧信公                                    |
| 録音                                                                      | 阿部智佳子                                                  | 阿部智佳子                                |
| 音響効果                                                                  | 倉橋静男、緒方康恭                                          | 今野康之                                  |
| 音楽プロデューサー                                                        | 宮本純乃介                                                  | 宮本純乃介                                |
| 音楽プロデューサー                                                        | -                                                           | 平野宗一郎                                |
| 音楽制作協力                                                              | キングレコード 東映アニメーション音楽出版                   | キングレコード 東映アニメーション音楽出版 |
| 録音スタジオ                                                              | 東映デジタルセンター（第1・27 - 39話）                      | 東映デジタルセンター（第1・27 - 39話）    |
| 録音スタジオ                                                              | タバック                                                    | -                                         |
| 音響制作                                                                  | -                                                           | タバック                                  |
| オンライン編集                                                            | 東映デジタルラボ                                            | 東映デジタルラボ                          |
| アニメーション制作                                                        | 東映アニメーション                                          | 東映アニメーション                        |
| 制作                                                                      | 講談社、東映アニメーション                                  | 講談社、東映アニメーション                |

## 主題歌
オープニングテーマ
「MOON PRIDE」（第1期・第2期）
作詞・作曲・編曲 - Revo / 歌 - ももいろクローバーZ
「ニュームーンに恋して」（第3期）
作詞・作曲 - ティカ・α / 編曲 - やくしまるえつこ、山口元輝 / 歌 - やくしまるえつこ（Act.27 - 29&Act.38）、堀江美都子（Act.30 - 33）、ももいろクローバーZ（Act.34 - 37）

エンディングテーマ
「月虹」（第1期・第2期）
作詞 - 白薔薇 sumire / 作曲・編曲 - 小坂明子 / 歌 - ももいろクローバーZ
「eternal eternity」（第3期第1ED、第3期最終話）
作詞 - meg rock / 作曲・編曲 - 齋藤真也 / 歌 - セーラーウラヌス（皆川純子） & セーラーネプチューン（大原さやか）
「乙女のススメ」（第3期第2ED）
作詞 - こだまさおり・小西康陽 / 作曲・編曲 - 小西康陽 / 歌 - セーラーちびムーン（福圓美里）
「永遠だけが二人を架ける」（第3期第3ED）
作詞 - 松井五郎 / 作曲・編曲 - 大森俊之 / 歌 - タキシード仮面（野島健児）

## 各話リスト
| 話数                       | サブタイトル                                           | 脚本                       | （絵コンテ） 演出                | 作画監督                                | 総作画監督                 | 美術                       | 配信 開始日                | テレビ 放映日              |
| 第1期 ダーク・キングダム編 | 第1期 ダーク・キングダム編                             | 第1期 ダーク・キングダム編 | 第1期 ダーク・キングダム編       | 第1期 ダーク・キングダム編              | 第1期 ダーク・キングダム編 | 第1期 ダーク・キングダム編 | 第1期 ダーク・キングダム編 | 第1期 ダーク・キングダム編 |
| -------------------------- | ------------------------------------------------------ | -------------------------- | -------------------------------- | --------------------------------------- | -------------------------- | -------------------------- | -------------------------- | -------------------------- |
| Act.1                      | うさぎ -SAILOR MOON-                                   | 小林雄次                   | 境宗久                           | 小松こずえ                              | 佐光幸恵                   | 倉橋隆                     | 2014年 7月5日              | 2015年 4月1日              |
| Act.2                      | 亜美 -SAILOR MERCURY-                                  | 小林雄次                   | （志田直俊） 佐藤宏幸            | たなかみほ 石井ゆみこ                   | 佐光幸恵                   | 杦浦正一郎                 | 7月19日                    | 4月8日                     |
| Act.3                      | レイ -SAILOR MARS-                                     | 小林雄次                   | 池田洋子                         | 石上ひろ美 小松こずえ                   | 佐光幸恵                   | 倉橋隆                     | 8月2日                     | 4月15日                    |
| Act.4                      | Masquerade -仮面舞踏会-                                | 伊藤睦美                   | 佐藤宏幸                         | 生田目康裕 上野ケン                     | 佐光幸恵                   | 杦浦正一郎 斉藤信二        | 8月16日                    | 4月22日                    |
| Act.5                      | まこと -SAILOR JUPITER-                                | 伊藤睦美                   | 緒方隆秀                         | 桑原直子                                | -                          | 倉橋隆                     | 9月6日                     | 4月29日                    |
| Act.6                      | タキシード仮面 -TUXEDO MASK-                           | 小林雄次                   | （鈴木吉男、 山内重保） 池田洋子 | たなかみほ                              | 佐光幸恵                   | 杦浦正一郎 斉藤信二        | 9月20日                    | 5月6日                     |
| Act.7                      | 地場衛 -TUXEDO MASK-                                   | 伊藤睦美                   | 黒田成美                         | ポール・アンニョヌエボ アリエス・ナリオ | 小松こずえ                 | 倉橋隆                     | 10月4日                    | 5月13日                    |
| Act.8                      | 美奈子 -SAILOR V-                                      | 小林雄次                   | （しぎのあきら） 佐藤宏幸        | 清水洋                                  | 小松こずえ                 | 倉橋隆                     | 10月18日                   | 5月20日                    |
| Act.9                      | セレニティ -PRINCESS-                                  | 伊藤睦美                   | （志田直俊） 羽原久美子          | 牧内ももこ                              | 小松こずえ                 | 倉橋隆                     | 11月1日                    | 5月27日                    |
| Act.10                     | MOON -月-                                              | 小林雄次                   | （緒方隆秀） 三塚雅人            | 高橋晃                                  | 小松こずえ                 | 倉橋隆                     | 11月15日                   | 6月3日                     |
| Act.11                     | 再会 -ENDYMION-                                        | 伊藤睦美                   | （夕澄慶英） 平山美穂            | たなかみほ                              | 小松こずえ                 | 倉橋隆                     | 12月6日                    | 6月10日                    |
| Act.12                     | 敵 -QUEEN METARIA-                                     | 小林雄次                   | （志田直俊） 佐藤宏幸            | ポール・アンニョヌエボ                  | 小松こずえ                 | 倉橋隆                     | 12月20日                   | 6月17日                    |
| Act.13                     | 決戦 -REINCARNATION-                                   | 伊藤睦美                   | 貝澤幸男                         | 市川吉幸                                | 小松こずえ                 | 倉橋隆                     | 2015年 1月3日              | 6月24日                    |
| Act.14                     | 終結そして始まり -PETITE ÉTRANGÈRE-                    | 小林雄次                   | 境宗久                           | 高橋晃                                  | 小松こずえ                 | 倉橋隆                     | 1月17日                    | 7月1日                     |
| 第2期 ブラック・ムーン編   |                                                        |                            |                                  |                                         |                            |                            |                            |                            |
| Act.15                     | 侵入 -SAILORMARS-                                      | 伊藤睦美                   | 伊藤尚往                         | たなかみほ                              | 小松こずえ                 | 倉橋隆                     | 2月7日                     | 7月8日                     |
| Act.16                     | 誘拐 -SAILORMERCURY-                                   | 小林雄次                   | 池田洋子                         | ポール・アンニョヌエボ                  | 小松こずえ                 | 倉橋隆                     | 2月21日                    | 7月15日                    |
| Act.17                     | 秘密 -SAILORJUPITER-                                   | 伊藤睦美                   | （竹之内和久） 羽原久美子        | 牧内ももこ                              | 小松こずえ                 | 倉橋隆                     | 3月7日                     | 7月22日                    |
| Act.18                     | 侵略 -SAILORVENUS-                                     | 小林雄次                   | （三上喜子、 境宗久） 中尾幸彦   | 高橋晃                                  | 小松こずえ                 | 倉橋隆                     | 3月21日                    | 7月29日                    |
| Act.19                     | タイム・ワープ -SAILORPLUTO-                           | 伊藤睦美                   | 貝澤幸男                         | 市川吉幸                                | 小松こずえ                 | 倉橋隆                     | 4月4日                     | 8月5日                     |
| Act.20                     | クリスタル・トーキョー -KING ENDYMION-                 | 小林雄次                   | （竹之内和久） 広嶋秀樹          | たなかみほ                              | 小松こずえ                 | 倉橋隆                     | 4月18日                    | 8月12日                    |
| Act.21                     | 錯綜 -NEMESIS-                                         | 小林雄次                   | 佐藤宏幸                         | 岩田景子 ポール・アンニョヌエボ         | 小松こずえ                 | 倉橋隆                     | 5月2日                     | 8月19日                    |
| Act.22                     | 思惑 -NEMESIS-                                         | 小林雄次                   | （貝澤幸男） 宍戸望              | 高橋晃                                  | 小松こずえ                 | 倉橋隆                     | 5月16日                    | 8月26日                    |
| Act.23                     | 暗躍 -WISEMAN-                                         | 小林雄次                   | 中尾幸彦                         | ポール・アンニョヌエボ                  | 小松こずえ                 | 倉橋隆                     | 6月6日                     | 9月2日                     |
| Act.24                     | 攻撃 -BLACK LADY-                                      | 伊藤睦美                   | （竹之内和久） 平山美穂          | たなかみほ                              | 小松こずえ                 | 倉橋隆                     | 6月20日                    | 9月9日                     |
| Act.25                     | 対決 -DEATH PHANTOM-                                   | 小林雄次                   | （境宗久） 宍戸望                | 市川吉幸 佐光幸恵                       | 小松こずえ                 | 倉橋隆                     | 7月4日                     | 9月16日                    |
| Act.26                     | 再生 -NEVER ENDING-                                    | 小林雄次                   | 境宗久                           | 高橋晃 佐光幸恵                         | -                          | 倉橋隆                     | 7月18日                    | 9月23日                    |
| 第3期 デス・バスターズ編   |                                                        |                            |                                  |                                         |                            | 倉橋隆                     |                            |                            |
| Act.27                     | 無限1 予感・前編                                       | 小林雄次                   | 今千秋                           | 高橋晃                                  | -                          | 倉橋隆                     | 2016年 4月15日             | 2016年 4月4日              |
| Act.27                     | 無限1 予感・後編                                       | 小林雄次                   | （紅優） 宍戸望                  | 秋山由樹子                              | 高橋晃                     | 倉橋隆                     | 4月22日                    | 4月11日                    |
| Act.28                     | 無限2 波紋                                             | 小林雄次                   | やしろ駿                         | ポール・アンニョヌエボ                  | 高橋晃                     | 倉橋隆                     | 4月29日                    | 4月18日                    |
| Act.29                     | 無限3 2人 NEW SOLDIERS                                 | 小林雄次                   | （紅優） 黒瀬大輔                | 池原百合子 奥野倫史 森悦史              | 高橋晃                     | 李凡善                     | 5月6日                     | 4月25日                    |
| Act.30                     | 無限4 SAILORURANUS 天王はるか SAILORNEPTUNE 海王みちる | 小林雄次                   | 宍戸望                           | 下地彩加 ポール・アンニョヌエボ         | 高橋晃                     | 倉橋隆                     | 5月13日                    | 5月2日                     |
| Act.31                     | 無限5 SAILORPLUTO 冥王せつな                           | 小林雄次                   | （古川知宏） 山本秀世            | 中西彩 高山由江                         | 高橋晃                     | 倉橋隆                     | 5月20日                    | 5月9日                     |
| Act.32                     | 無限6 3戦士                                            | 小林雄次                   | 今千秋                           | 高橋晃                                  | -                          | 李凡善                     | 5月27日                    | 5月16日                    |
| Act.33                     | 無限7 変身 SUPER SAILORMOON                            | 小林雄次                   | 宍戸望                           | 澤田譲治 松浦仁美                       | 山岡直子                   | 倉橋隆                     | 6月3日                     | 5月23日                    |
| Act.34                     | 無限8「無限迷宮」1                                     | 小林雄次                   | （紅優） 後藤康徳                | 神谷智大                                | 高橋晃                     | 倉橋隆                     | 6月10日                    | 5月30日                    |
| Act.35                     | 無限9「無限迷宮」2                                     | 小林雄次                   | （鵜飼ゆうき） 阿部雅司          | 金城美保 織岐一寛                       | 山岡直子                   | 倉橋隆                     | 6月17日                    | 6月6日                     |
| Act.36                     | 無限10 無限大――上空                                    | 小林雄次                   | 貝澤幸男                         | 河島久美子 斉藤和也                     | 高橋晃                     | 倉橋隆                     | 6月24日                    | 6月13日                    |
| Act.37                     | 無限11 無限大――審判                                    | 小林雄次                   | 宍戸望                           | 下地彩加 中本尚                         | 山岡直子                   | 倉橋隆                     |                            | 6月20日                    |
| Act.38                     | 無限12 無限大――旅立ち                                  | 小林雄次                   | 今千秋                           | 高橋晃                                  | -                          | 倉橋隆                     |                            | 6月27日                    |

## 放送局
| 配信元             | 配信期間                      | 更新日時                            | 備考                 |
| ------------------ | ----------------------------- | ----------------------------------- | -------------------- |
| ニコニコ生放送     | 2014年7月5日 - 2015年7月18日  | 第1・第3土曜 19:00 - 19:30 更新     |                      |
| 搜狐視頻           | 2014年7月5日 - 2015年7月18日  | 第1・第3土曜 20:00 更新（現地時間） | 中国語（簡体字）字幕 |
| ニコニコチャンネル | 2014年7月5日 - 2015年7月18日  | 第1・第3土曜 19:00 更新             | 日本語+12カ国語字幕  |
| バンダイチャンネル | 2014年7月19日 - 2015年7月26日 | 第1・第3土曜 19:00 更新             |                      |
| 愛奇藝（iQIYI）    | 2015年8月15日                 | 一挙更新                            | 中国語（簡体字）字幕 |

| 放送地域 | 放送局       | 放送期間                | 放送時間                     | 放送系列       | 備考             |
| -------- | ------------ | ----------------------- | ---------------------------- | -------------- | ---------------- |
| 福岡県   | TVQ九州放送  | 2015年4月1日 - 9月23日  | 水曜 17:30 - 18:00           | テレビ東京系列 |                  |
| 北海道   | テレビ北海道 | 2015年4月6日 - 9月28日  | 月曜 1:05 - 1:35（日曜深夜） | テレビ東京系列 |                  |
| 愛知県   | テレビ愛知   | 2015年4月6日 - 9月28日  | 月曜 1:35 - 2:05（日曜深夜） | テレビ東京系列 |                  |
| 東京都   | TOKYO MX     | 2015年4月6日 - 9月28日  | 月曜 23:00 - 23:30           | 独立局         |                  |
| 兵庫県   | サンテレビ   | 2015年4月8日 - 9月30日  | 水曜 0:00 - 0:30（火曜深夜） | 独立局         |                  |
| 日本全域 | BS11         | 2015年4月12日 - 10月4日 | 日曜 17:30 - 18:00           | BSデジタル放送 |                  |
| 日本全域 | アニマックス | 2015年5月23日 -         | 土曜 12:30 - 13:00           | BS/CS放送      | リピート放送あり |

| 放送地域 | 放送局       | 放送期間               | 放送時間                     | 放送系列       | 備考     |
| -------- | ------------ | ---------------------- | ---------------------------- | -------------- | -------- |
| 東京都   | TOKYO MX     | 2016年4月4日 - 6月27日 | 月曜 23:00 - 23:30           | 独立局         |          |
| 兵庫県   | サンテレビ   | 2016年4月6日 - 6月29日 | 水曜 0:00 - 0:30（火曜深夜） | 独立局         |          |
| 福岡県   | TVQ九州放送  | 2016年4月9日 - 7月2日  | 土曜 1:58 - 2:28（金曜深夜） | テレビ東京系列 |          |
| 北海道   | テレビ北海道 | 2016年4月11日 - 7月4日 | 月曜 1:05 - 1:35（日曜深夜） | テレビ東京系列 |          |
| 愛知県   | テレビ愛知   | 2016年4月11日 - 7月4日 | 月曜 1:35 - 2:05（日曜深夜） | テレビ東京系列 |          |
| 日本全域 | BS11         | 2016年4月12日 - 7月5日 | 火曜 23:30 - 翌0:00          | BSデジタル放送 | ANIME+枠 |

| 配信元             | 配信期間        | 更新日時                                   | 備考                 |
| ------------------ | --------------- | ------------------------------------------ | -------------------- |
| ニコニコチャンネル | 2016年4月15日 - | 水曜 0:00 更新（火曜深夜）                 |                      |
| 愛奇藝（iQIYI）    | 2016年4月5日 -  | 火曜 1:00 更新（現地時間で尚且つ月曜深夜） | 中国語（簡体字）字幕 |

## 原作との主な相違点
原作（現時点での最新版である「完全版」）をベースに制作されているが、下記のような相違点もある。
- セーラー戦士のコスチュームのデザインやアイテムは基本的に原作に基づいているが、一部異なる場合もある[注 13]。第1期・第2期のキャラクターデザインを担当した佐光幸恵によれば、完全版の単行本の表紙のイメージをベースにしてデザインされたものである[17]。
- プリンセス・セレニティの髪の色は原作では銀色に塗られているイラストが多いが、Crystalでは旧テレビアニメ版同様金髪に統一（Eternalでは前世のプリンセス・セレニティの髪が原作同様、銀色となっている）。ネオ・クイーン・セレニティの髪の色は、原作同様に銀色[注 14]。第2期でのキング・エンディミオンのタキシードの色は白（第3期以降は原作同様、ラベンダー色）。
- 原作ではルナの瞳の色は基本青色だが、第3期までは旧テレビアニメ版同様に赤色、『Eternal』では原作同様に青色。アルテミスの目の色は原作同様の緑色[注 15]。ダイアナの目の色は出演告知時のイラストでは青色だったが、実際の映像作品ではピンクに近い赤（原作では青、赤両方の場合があり、旧テレビアニメ版は赤）。
- 新たな視聴者にも違和感がないように、背景描写や表現に一部変更が加えられている。街にスマートフォンを持っている人がいたり、「スチュワーデス」の呼称が「キャビンアテンダント」、パソコンのディスプレイが液晶、フロッピーディスクが光学ディスクにそれぞれ変更されている[注 16]。
- 前世の記憶の伏線が多数張られている。
- セーラー戦士のそれぞれに個別の決めゼリフが追加されている（主に旧テレビアニメ版で登場したものを流用）。
- 未成年の飲酒・売買シーンは原作と異なったシーンに差し替えられている。また、残酷なシーンも旧テレビアニメ版同様に比較的マイルドな描写になっている。
- セリフはないが、Act1のラストで水野亜美、Act2のラストで火野レイがそれぞれ登場している。
- 原作と旧テレビアニメ版では亜美はパソコンのディスクで洗脳されていないが、本シリーズでは洗脳される。
- 原作では地場衛は当初からヒーリングなどの力を持っているが、本シリーズでは第二部でキング・エンディミオンのサポートを受けた頃からサイコメトリーの力が見られる。
- 原作でジェダイトはAct3（セーラーマーズ初登場回）、ネフライトはAct5（セーラージュピター初登場回）、ゾイサイトはAct7（セーラーヴィーナス初登場回）、クンツァイトはAct10でそれぞれ倒されているが、本シリーズではいずれもAct12までは生存している。また、クンツァイトの初登場がAct4、クイン・ベリルの初対面がAct9となり、四天王が一堂に会すシーンがある（原作ではクンツァイトの初登場はAct5、ベリルとの対面がAct11）。四守護戦士 = 内部太陽系戦士と四天王がそれぞれ対戦するシーンも存在する。そのため、四天王については原作と展開が異なる場面も多い。
- 原作の裏設定である「四守護戦士と四天王が恋仲関係」という設定が掘り下げられている。ヴィーナスだけはその事実を覚えており、原作ではムーンがプリンセスセレニティに覚醒する際に四天王たちも前世の記憶を取り戻すが、本シリーズではクイン・ベリルの真の目的を知った際に取り戻すも彼女に洗脳される。四守護戦士によって思い出して和解するが、クイン・メタリアによって全員倒された。
- 原作ではクイン・ベリルを倒すのはヴィーナスだが、本シリーズではムーンとなっている。
- 原作ではプリンス・デマンドは直ちにムーンを手にかけようとしてムーンとタキシード仮面に倒されるが、本シリーズでは改心こそしなかったもののムーンを庇ってワイズマンに反撃するも返り討ちにされ、ネオ・クイーン・セレニティの名前を呟き絶命する。
- 第3期のスーパーセーラームーンとスーパーセーラーちびムーンの衣装の着色は旧テレビアニメ版とほぼ同様（原作でも旧テレビアニメ版と同様のイラストもある）で、スカートの裾のラインについては原作と旧テレビアニメ版を折衷したデザインとなっている。『Eternal』では原作と同様のグラデーションの入ったスカート裾となっている。
- 短刀状態のスペースソードとディープアクアミラーのデザインが異なり、原作と旧テレビアニメ版を折衷したデザインとなっている。セーラーウラヌスは旧テレビアニメ版同様に髪の色は淡い金髪で、コスチュームも紺色（原作では髪は金髪に近い白、コスチュームは青）。
- 海王みちるは原作では普段は後髪をリボンで束ねていることが多いが、本シリーズではカチューシャで統一されている。また、原作及び第3期でのみちるはロングヘアーだが、『Eternal』ではセミロングヘアとなっている（回想シーンでは第3期同様の長さになっている）。
- 原作では内部太陽系戦士は第3部以降は変身ペンを使っていないが、本シリーズでは内部戦士はスターパワースティックで「プラネットパワー」の変身呪文を唱えている（外部太陽系戦士は原作と同様）。
- 原作と違い、第38話では第三期「デス・バスターズ編」の終了とともに、第四期「デッド・ムーン編」の内容を含め、今後の展開を連想させるように終了している。
- スーパーセーラーサターンのティアラの宝石は原作及び第3期では紫色だが、『Eternal』では白に近い薄い紫色。ただし、エターナル化した際には紫色に戻っている。そして胸のブローチも原作では紫色だが、『Eternal』ではティアラと同じ色。
- 原作ではエターナルセーラームーンの胸のブローチはピンク色だが、『Eternal』では旧テレビアニメ版同様、黄色となっている。

など。また、他にもカット・改変された台詞やシーンが多数ある。

## 関連商品

### BD / DVD
| 巻 | 発売日         | 収録話          | 規格品番   | 規格品番 | 規格品番  | 規格品番  |
| 巻 | 発売日         | 収録話          | BD初回版   | BD通常版 | DVD初回版 | DVD通常版 |
| -- | -------------- | --------------- | ---------- | -------- | --------- | --------- |
| 1  | 2014年10月15日 | 第1話 - 第2話   | KIXA-90451 | KIXA-451 |           | KIBA-2139 |
| 2  | 2014年11月12日 | 第3話 - 第4話   | KIXA-90452 | KIXA-452 | KIBA-2140 |           |
| 3  | 2014年12月10日 | 第5話 - 第6話   | KIXA-90453 | KIXA-453 | KIBA-2141 |           |
| 4  | 2015年1月14日  | 第7話 - 第8話   | KIXA-90454 | KIXA-454 | KIBA-2142 |           |
| 5  | 2015年2月11日  | 第9話 - 第10話  | KIXA-90455 | KIXA-455 | KIBA-2143 |           |
| 6  | 2015年3月11日  | 第11話 - 第12話 | KIXA-90456 | KIXA-456 | KIBA-2144 |           |
| 7  | 2015年4月8日   | 第13話 - 第14話 | KIXA-90457 | KIXA-457 | KIBA-2145 |           |
| 8  | 2015年5月13日  | 第15話 - 第16話 | KIXA-90458 | KIXA-458 | KIBA-2146 |           |
| 9  | 2015年6月10日  | 第17話 - 第18話 | KIXA-90459 | KIXA-459 | KIBA-2147 |           |
| 10 | 2015年7月8日   | 第19話 - 第20話 | KIXA-90460 | KIXA-460 | KIBA-2148 |           |
| 11 | 2015年8月12日  | 第21話 - 第22話 | KIXA-90461 | KIXA-461 | KIBA-2149 |           |
| 12 | 2015年9月9日   | 第23話 - 第24話 | KIXA-90462 | KIXA-462 | KIBA-2150 |           |
| 13 | 2015年10月7日  | 第25話 - 第26話 | KIXA-90463 | KIXA-463 | KIBA-2151 |           |

| 巻 | 発売日        | 収録話          | 規格品番   | 規格品番   | 規格品番   | 規格品番  |
| 巻 | 発売日        | 収録話          | BD初回版   | BD通常版   | DVD初回版  | DVD通常版 |
| -- | ------------- | --------------- | ---------- | ---------- | ---------- | --------- |
| 1  | 2016年6月29日 | 第27話 - 第29話 | KIXA-90656 |            | KIBA-92274 | KIBA-2274 |
| 2  | 2016年7月27日 | 第30話 - 第33話 | KIXA-90657 | KIBA-92275 | KIBA-2275  |           |
| 3  | 2016年8月31日 | 第34話 - 第38話 | KIXA-90658 | KIBA-92276 | KIBA-2276  |           |

### 音楽CD
| 発売日         | タイトル                                                              | 規格品番                                               |
| -------------- | --------------------------------------------------------------------- | ------------------------------------------------------ |
| 2014年7月30日  | MOON PRIDE                                                            | KIZM-295/6（セーラームーン盤） KICM-1533（ももクロ盤） |
| 2014年12月24日 | 美少女戦士セーラームーンCrystal オリジナル・サウンドトラック          | KICA-3226/7                                            |
| 2015年4月29日  | 美少女戦士セーラームーンCrystal キャラクター音楽集 Crystal Collection | KICA-3239                                              |
| 2016年4月27日  | ニュームーンに恋して（やくしまるえつこver）／eternal eternity         | KIZM-423/4                                             |
| 2016年5月25日  | ニュームーンに恋して（堀江美都子ver）／乙女のススメ                   | KIZM-427/8                                             |
| 2016年6月22日  | ニュームーンに恋して（ももいろクローバーZver）／永遠が二人を架ける    | KIZM-435/6                                             |
| 2016年7月27日  | 美少女戦士セーラームーンCrystal オリジナル・サウンドトラックII        | KICA-3265/6                                            |

### 書籍
- 『美少女戦士セーラームーンCrystal 公式ファーストビジュアルブック』（講談社、2014年8月22日発売、ISBN 978-4-06-389843-9）

## 劇場アニメ

### 劇場版 美少女戦士セーラームーンEternal
2021年1月から2月にかけて、原作第四期、および旧テレビアニメ版の『SuperS』に相当する劇場アニメ『劇場版 美少女戦士セーラームーンEternal』（げきじょうばん びしょうじょせんしセーラームーンエターナル）が前後編で公開された。テレビシリーズとは異なり、同作品も含めた劇場版各作品は東映アニメーションとスタジオディーンの共同制作となる。
『美少女戦士セーラームーン』の劇場版アニメとしては、90年版アニメから通算すると『美少女戦士セーラームーンSuperS セーラー9戦士集結!ブラック・ドリーム・ホールの奇跡』以来の、約25年ぶりとなる。同作品では、土萠ほたる/セーラーサターンが劇場版に初めて登場すると共に、アニメ作品としては初めてセーラーサターンの変身シーンが描かれている。
2017年1月に、「セーラームーン25周年記念プロジェクト」の一環としてテレビシリーズの続編の制作がまず発表され、同年6月30日にはさらに続報として、第4期「デッド・ムーン編」を劇場アニメとして前後編で公開し、監督を第3期にてシリーズディレクターを務めた今千秋が担当することが発表された。実際の公開までには、それから約3年半もの期間を経る格好となったものの、その間にも毎年6月30日に開催される月野うさぎのバースデーイベントを中心に、続報の発表は適宜なされている。公開日は、当初は前編が2020年9月11日に公開予定であったが、2019新型コロナウイルスの感染拡大による影響を鑑み、前編は2021年1月8日に、後編は同年2月11日にそれぞれ延期することが、2020年6月18日に発表された。
スタッフの面では、第3期に引き続いて今千秋がシリーズディレクターを務める一方、キャラクターデザインは旧テレビアニメ版の『R』まで携わった只野和子が手掛ける他、脚本もテレビシリーズの小林雄次に代わって筆安一幸が担当しており、後二者は完結編の『Cosmos』にも引き続き参加している。
キャッチコピーは「胸の中の星よ、光り続けて、私に力を。」（ティザービジュアル）、「私たちは、何度だって「夢」を見る。」（前編）、「この星を守っていくこと、それが私の夢」（後編）。
前編・後編ともに、入場者特典として限定カードダスを配布。また福岡市交通局（福岡市地下鉄）では、同作品とコラボしたグッズの配布や、主人公の月野うさぎが駅構内放送に登場するといったキャンペーンも実施された。
2021年6月30日にBlu-rayとDVDが発売された。また、6月3日よりNetflixで日本国外向けに配信されている。

#### スタッフ（Eternal）
- 原作・総監修 - 武内直子「美少女戦士セーラームーン」（講談社刊）
- 監督 - 今千秋
- 企画 - 鷲尾天（前編）、鈴木篤志（後編）、角田真敏
- シニアプロデューサー - 小佐野文雄
- プロデューサー - 田中瑠佳、五味秀晴、浅間陽介（後編）
- アニメーションプロデューサー - 浦崎宣光、市岡大輔（前編）、門貴治（後編）
- 脚本 - 筆安一幸
- キャラクターデザイン - 只野和子
- 音楽 - 高梨康治
- サブキャラクターデザイン - 山口仁七
- 美術設定 - 伊井蔵
- プロップデザイン - 小坂知、亀谷響子
- 服装設定協力 - 亀谷響子
- 色彩設計 - 佐野ひとみ、安住唯（後編）
- 色彩設計補佐・色指定検査 - 安住唯
- 特殊効果 - 斎藤𠀋史
- 美術監督 - 斎藤陽子
- 美術監督補佐 - 倉本章
- 撮影監督 - 浜尾繁光、柳田貴志（後編）
- 3D監督 - 濱村敏郎
- 音楽プロデューサー - 平野宗一郎、森優也、島谷浩作
- 編集 - 小野寺桂子
- 録音 - 阿部智佳子
- アニメーション制作 - 東映アニメーション、スタジオディーン
- 制作 - 劇場版「美少女戦士セーラームーンEternal」製作委員会
- 配給 - 東映

#### 主題歌（Eternal）
「月色Chainon」（前編・後編両方）
作詞 - 白薔薇sumire / 作曲 - 小坂明子 / 編曲 - 月蝕會議 / 歌 - ももいろクローバーZ with セーラー5戦士［セーラームーン（三石琴乃）&セーラーマーキュリー（金元寿子）&セーラーマーズ（佐藤利奈）&セーラージュピター（小清水亜美）&セーラーヴィーナス（伊藤静）］
「私たちになりたくて」（前編）
作詞 - 秋元康 / 作曲 - 井上望 / 歌 - 石田燿子
テレビアニメ第128 - 140話（『SuperS』第1 - 13話）のエンディングテーマである同曲を石田が特別カバー。
「“らしく”いきましょ」（後編）
作詞 - 武内直子 / 作曲 - 水野雅夫 / 編曲 - 林有三 / 歌 - ANZA
テレビアニメ第141 - 166話（『SuperS』第14 - 39話）、および劇場アニメ『亜美ちゃんの初恋』のエンディングテーマである同歌をANZAが特別カバー。

#### 劇中歌
「Moon Effect」（後編）
作詞・作曲・編曲 - 月蝕會議 / 歌 - エターナルセーラームーン（三石琴乃）、エターナルセーラーちびムーン（福圓美里）、エターナルセーラーマーキュリー（金元寿子）、エターナルセーラーマーズ（佐藤利奈）、エターナルセーラージュピター（小清水亜美）、エターナルセーラーヴィーナス（伊藤静）、エターナルセーラーウラヌス（皆川純子）、エターナルセーラーネプチューン（大原さやか）、エターナルセーラープルート（前田愛）、エターナルセーラーサターン（藤井ゆきよ）

#### 音楽CD（Eternal）
| 発売日        | タイトル                                                                         | 規格品番                                                    |
| ------------- | -------------------------------------------------------------------------------- | ----------------------------------------------------------- |
| 2021年1月13日 | 月色Chainon                                                                      | KIZC-610/1（ももいろクローバーZ盤） KIZC-608/9（Eternal盤） |
| 2021年2月10日 | 劇場版「美少女戦士セーラームーンEternal」キャラクターソング集 Eternal Collection | KICA-3288（通常盤） NKZC-31/2（豪華盤）                     |

#### 書籍（Eternal）
- 『劇場版「美少女戦士セーラームーンEternal」公式ビジュアルBOOK』（講談社、2021年2月27日発売、ISBN 978-4-06-522736-7）

### 劇場版 美少女戦士セーラームーンCosmos
原作最終章、『Crystal』シリーズ最終章となる第五期、および旧テレビアニメ版の『セーラースターズ』に相当する劇場アニメ『劇場版 美少女戦士セーラームーンCosmos』（げきじょうばん びしょうじょせんしセーラームーンコスモス）が、2023年6月9日に前編、月野うさぎ / セーラームーンの誕生日である6月30日に後編の前後編で公開。
同作品は「セーラームーン30周年記念プロジェクト」の一環として、2023年夏に前後編として公開されることが、2022年4月28日に発表されており、スタッフのうち監督は前作までの今千秋に代わって高橋知也が新たに参加。原作者である武内直子も総監修として関わっている他、エンディング後の書き下ろしイラストのエターナルセーラームーンと共に、メッセージを添えている。
原作第5部『セーラースターズ編』の舞台が劇場映画化されるのは、本作品が初となる。また、ちびちび/セーラーちびちびムーン/セーラーコスモス、火球皇女/セーラー火球、星野光/セーラースターファイター、大気光/セーラースターメイカー、夜天光/セーラースターヒーラーは劇場映画初登場となり、セーラーコスモスは旧テレビアニメ版から通算してもアニメ初登場となる。
キャッチコピーは「もう一度、あなたに会いたい」(ティザービジュアル)、「信じてる。必ず未来はやってくるって。」(前編後編)
2023年12月20日にブルーレイとDVDが発売。また、2024年8月22日よりNetflixで日本国外向けに配信される。

#### スタッフ（Cosmos）
- 原作・総監修 - 武内直子「美少女戦士セーラームーン」（講談社刊）[31]
- 監督 - 高橋知也[31]
- 脚本 - 筆安一幸[31]
- キャラクターデザイン - 只野和子[31]
- 音楽 - 高梨康治[31]
- 美術監督 - 空閑由美子[31]
- アニメーション制作 - 東映アニメーション[31]、スタジオディーン[31]
- 制作 - 劇場版「美少女戦士セーラームーンCosmos」製作委員会
- 配給 - 東映[31]

#### 主題歌（Cosmos）
「ムーンライト伝説」（前編オープニングテーマ、後編エンディングテーマ）
作詞 - 小田佳奈子 / 作曲 - 小諸鉄矢 / 編曲 - 月蝕曾議 / 歌 - エターナルセーラームーン（三石琴乃）、エターナルセーラーマーキュリー（金元寿子）、エターナルセーラーマーズ（佐藤梨奈）、エターナルセーラージュピター（小清水亜美）、エターナルセーラーヴィーナス（伊藤静）
旧テレビアニメ版の第1シリーズから第4シリーズ『SuperS』のオープニングテーマだった同曲を、本シリーズの内部太陽系セーラー戦士の声優陣がカバーした。
「セーラースターソング」（後編オープニングテーマ）
作詞 - 武内直子 / 作曲 - 荒木将器 / 編曲 - 月蝕曾議 / 歌 - セーラー火球（水樹奈々）、セーラースターファイター（井上麻里奈）、セーラースターメイカー（早見沙織）、セーラースターヒーラー（佐倉綾音）
旧テレビアニメ版の第5シリーズ『セーラースターズ』のオープニングテーマだった同曲を、本シリーズのキンモク星セーラー戦士の声優陣がカバーした。
「月の花」（エンディングテーマ）
作詞 - Daoko、永井聖一 / 作曲 - 永井聖一 / 編曲 - kensuke ushio / 歌 - Daoko

#### 劇中歌
「流れ星へ」（前編）
作詞 - 武内直子 / 作曲 - 鈴木キサブロー / 編曲 - ケンモチヒデフミ / 歌 - 星野光（井上麻里奈）、大気光（早見沙織）、夜天光（佐倉綾音）
旧テレビアニメ版の第5シリーズ『セーラースターズ』の劇中歌だった同曲を、本シリーズのスリーライツの声優陣がカバーした。
「Happy Marriage Song」（後編）
作詞・作曲 - 小坂明子 / 編曲 - 月蝕會議 / 歌 - 月野うさぎ（三石琴乃）、地場衛（野島健児）、ちびうさ（福圓美里）、水野亜美（金元寿子）、火野レイ（佐藤利奈）、木野まこと（小清水亜美）、愛野美奈子（伊藤静）、天王はるか（皆川純子）、海王みちる（大原さやか）、冥王せつな（前田愛）、土萠ほたる（藤井ゆきよ）

#### 音楽CD（Cosmos）
| 発売日        | タイトル                                                           | 規格品番   |
| ------------- | ------------------------------------------------------------------ | ---------- |
| 2023年6月30日 | 劇場版「美少女戦士セーラームーンCosmos」テーマソング・コレクション | KIZC-711/2 |

#### 書籍（Cosmos）
- 『劇場版「美少女戦士セーラームーンCosmos」公式ビジュアルBOOK』（講談社、2023年8月2日発売、ISBN 978-4-06-532453-0）